# Улица Куприянова (Ржев)

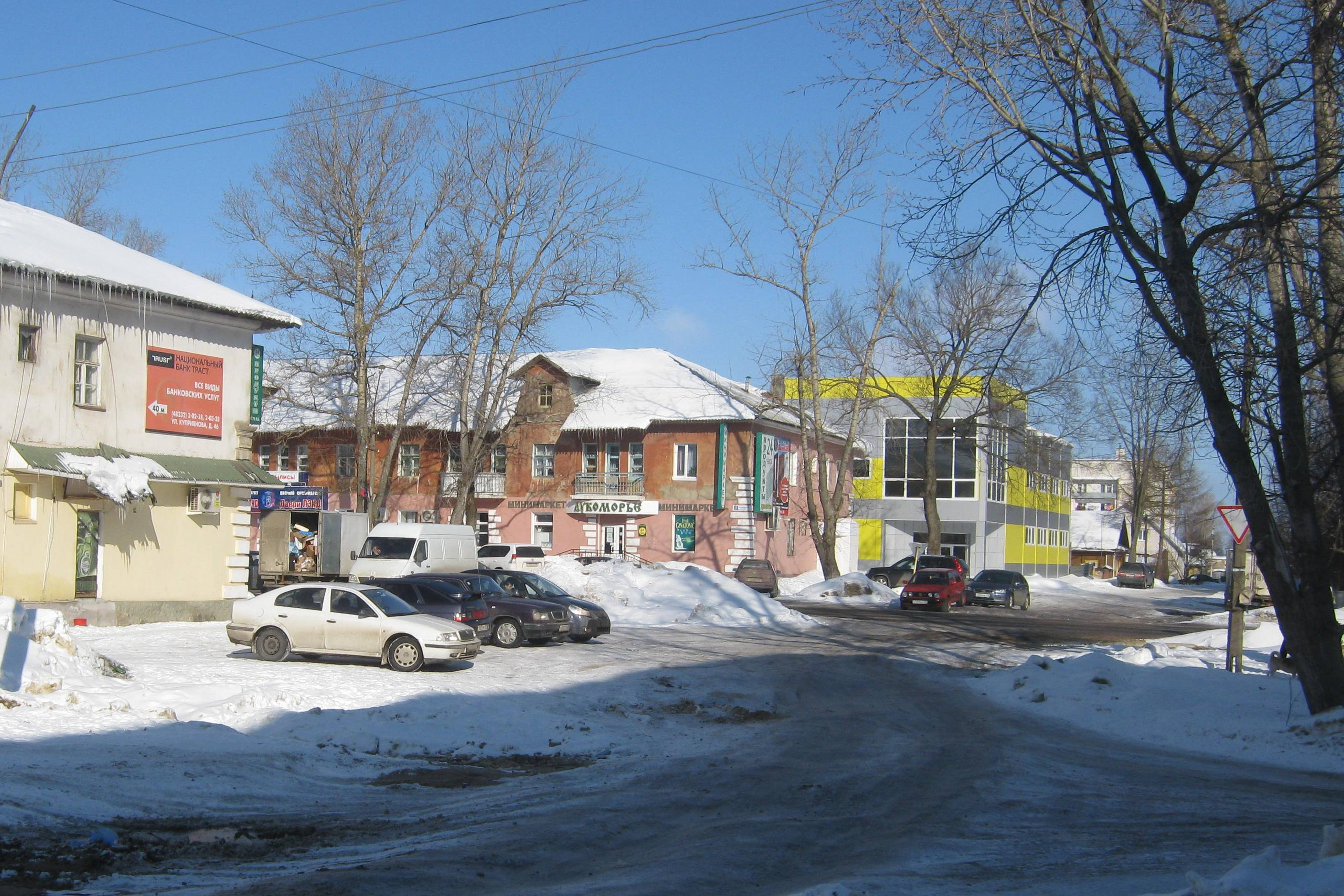
На пересечении с Ленинградским шоссе

Улица Куприянова (ранее 2-я Никитская и Гражданская) — улица в левобережной (северной) части города Ржева Тверской области.
Начинается на высоком берегу Волги, от Пушкинской набережной, и тянется 1,5 км на север пересекая восемь улиц: Жореса, Александра Фролова, Бехтерева, Володарского, Урицкого, Революции, Ленинградское шоссе и Первомайскую.
Заканчивается утыкаясь в улицу Рабочую, рядом с ж.д. переездом через линию Октябрьской железной дороги, в 650 м от станции «Ржев-I».

## Происхождение названия
До революции улица называлась 2-я Никитская, после 1917 года получила название Гражданская.
Своё современное название улица получила в 1965 году, в честь генерал-майора Куприянова Андрея Филимоновича, (1901—1943) — советского военачальника, командира 215-й стрелковой дивизии 30-й армии Калининского фронта, освободившей город Ржев от немецко-фашистских захватчиков 3 марта 1943 года.

## Здания и сооружения
Обе стороны улицы состоят из жилой застройки, преимущественно частной. Кое-где встроены пятиэтажные дома хрущёвского типа.
Наибольшее скопление «хрущёб» на пересечении с Ленинградским шоссе.
Пятиэтажки часто перемешены с двух-трёхэтажными бараками послевоенной постройки.
Старой дореволюционной застройки на улице не сохранилось.
Из объектов инфраструктуры на улице расположены (с № дома):
- № 15 — Гаражно-строительный кооператив «Москвич», ООО «Жилстрой»
- № 46 — Отделение Сбербанка России № 1559/065, отделение национального банка «Траст»
- № 53 — Магазин ковров «Алладин»
- № 54 — Туристическая компания «Tur travel»
- № 55/11 — Минимаркет «Лукоморье», дверной супермаркет «Двери Ленд»

## Транспорт
По смежным улицам Александра Фролова и Ленинградскому шоссе организовано автобусное движение.

## Смежные улицы
- Пушкинская набережная
- Улица Александра Фролова
- Улица Бехтерева
- Улица Академика Обручева
- Ленинградское шоссе
- Улица Телешева